# Anoiapithecus brevirostris
Anoiapithecus brevirostris („opice z Anoia“) je druh vyhynulých hominidů, žijících ve středním miocénu (před 11,9 miliony let) na území dnešního Španělska. Anoiapithecus brevirostris byl popsán až v roce 2009. Jeho ostatky byly objeveny nedaleko místa nálezu soudobého druhu Pierolapithecus catalaunicus.
Rod Anoiapithecus zatím reprezentuje pouze jeden nález obličejové části lebky, zachycený v roce 2004 na lokalitě Abocador de Can Mata v blízkosti obce Els Hostalets de Pierola v katalánském okrese Anoia. Objevené ostatky dostaly přezdívku Lluc, která má evokovat latinskou variantu slova „světlo“ (lux) – Anoiapithecus má být rodem, který vnáší světlo do poznání evoluce hominidů.
Nový druh hominida nesl podle nalezených kostí zajímavou směs primitivních a moderních znaků. Zuby, zasazené v robustních čelistech byly opatřené silnou vrstvou skloviny a značně se podobaly chrupu rodu Pierolapithecus. Rekonstruovaný obličej byl podivuhodně plochý (odtud druhový přívlastek „brevirostris“ z latinského brevis – krátký a rostrum – čenich). Anoiapithecus postrádal vystupující čelisti typické pro moderní lidoopy a blížil se svým zjevem spíše modelaci obličeje rodů Australopithecus nebo Homo (podobnost však není dána blízkým příbuzenstvím, ale spíše konvergentním vývojem). Mezi další moderní prvky patří široký nosní otvor s nejširším místem u základny, morfologie nozder nebo hluboké patro. Ostatky jsou ovšem špatně dochované, roztříštěné, takže některé znaky mohou být zkreslené.
Kromě zlomků lebky zatím nebyly jiné části kostry zachyceny, takže nelze rekonstruovat celkovou stavbu těla ani způsob pohybu rodu Anoiapithecus.